# 안토니오 알바레스 히랄데스
안토니오 알바레스 히랄데스(스페인어: Antonio Álvarez Giráldez, 1955년 4월 10일, 안달루시아 주 마르체나 ~)는 스페인의 전직 축구 중앙 수비수이자 감독이다.

## 선수 경력
알바레스는 세비야 도 마르체나 출신으로, 세비야 유소년부를 졸업했고, 알바레스는 1975-76 시즌에 라 리가 신고식을 치렀고, 출전한 8번의 경기에서 1골을 넣었고, 소속 구단은 시즌을 11위로 마무리했다. 이후 그는 안달루시아 연고 구단 소속으로 꾸준히 붙박이 주전으로 활약했고, 모든 대회를 통틀어 370번의 경기에 출전했다.
1987-88 시즌 종료 후, 세비야 소속으로 1부 리그 활약을 계속 이어나가던 33세의 알바레스는 그 해에 17경기에 출전하는 데에 그쳤고, 이적을 요청해 이웃 말라가로 이적했다. 1991년 여름, 그는 또다른 안달루시아의 구단인 세군다 디비시온 B의 그라나다로 이적했고, 40세에 현역에서 은퇴했다.

## 감독 경력
은퇴 후, 알바레스는 그의 친정 세비야에서 다시 근무했는데, 그는 여러 감독의 수석 코치로서 보좌했는데, 그가 보좌한 첫 감독은 2000년의 호아킨 카파로스였다. 그는 후안데 라모스 감독을 보좌해 2년 연속 UEFA컵 우승과 한 번의 코파 델 레이 우승을 포함해 여러 업적을 세웠다.
2010년 3월, 세비야의 단장으로 역임하던 알바레스는 해임된 전 동료 마놀로 히메네스를 대신해 세비야의 감독이 되었는데, 그는 페네르바흐체 감독직을 내려놓은 루이스 아라고네스가 감독직을 거절하면서 지휘봉을 잡게 되었다. 그는 시즌 10경기를 남겨놓은 상태에서 지휘봉을 잡아 6승 4패의 성적을 내고 마요르카를 따돌려 4위를 차지했는데, 최종전에서 같은 안달루시아 연고 알메리아와의 원정 경기에서 막판 결승골에 힘입어 3-2로 이기고 챔피언스리그 진출 순위에 안착했다.
2010년 5월 19일, 알바레스는 코파 델 레이를 우승할 당시에 세비야의 벤치를 지켰는데, 유소년부 출신 디에고 카펠과 헤수스 나바스의 연속골로 2-0 승리를 거두었다. 4달 후, 3경기에서 1무 2패의 성적을 내면서(리그에서 두 경기, 유로파리그에서 1경기) 해임되었다.

## 감독 통계
2010년 9월 26일 기준
| 구단   | 국적   | 취임            | 해임            | 기록 | 기록 | 기록 | 기록 | 기록   |
| 구단   | 국적   | 취임            | 해임            | 전   | 승   | 무   | 패   | 승률 % |
| ------ | ------ | --------------- | --------------- | ---- | ---- | ---- | ---- | ------ |
| 세비야 | 스페인 | 2010년 3월 26일 | 2010년 9월 27일 | 21   | 10   | 2    | 9    | 47.6   |

## 수상

### 감독
- 코파 델 레이: 2009–10[7]
- 수페르코파 데 에스파냐 준우승: 2010